# Holland (Arkansas)
Pour les articles homonymes, voir Holland.
Holland est une ville située dans l’État américain de l'Arkansas, dans le comté de Faulkner.